# 慕容忠
慕容 忠（ぼよう ちゅう）は、五胡十六国時代の西燕の第5代皇帝。実質的な西燕の創建者、慕容泓の子。

## 生涯
慕容忠の父の慕容泓の後を継いだ慕容沖は前秦から長安を奪って西燕を建て、留まりたがったが鮮卑の故地に帰りたがった部下に反発され殺された。その後、段随、慕容凱、慕容瑤が次々と君主に建てられては殺された。
建平元年（386年）、従兄弟であった先代の慕容瑤が尚書慕容永に殺害されると、慕容忠が皇帝に即位して建武と改元した。慕容永は太尉・守尚書令・河東公に封ぜられた。慕容永は法に寬平で、鮮卑を安じたという。聞喜に至って、慕容垂が後燕で即位したことを聞くと、進むことを憚って住居として燕熙城を築いた。慕容忠は間もなく将軍刁雲により殺害され、慕容永が擁立された。